# Hôtel Hans Egede
L’hôtel Hans Egede est un hôtel quatre étoiles situé dans la rue principale d'Aqqusinersuaq à Nuuk, capitale du Groenland. Il possède 140 chambres, deux restaurants (le Sarfalik et un de la chaine A Hereford Beefstouw (en)) et un bar (le Skyline Bar) se trouvant au dernier étage à partir duquel s'offre une vue sur Nuuk. 
Il accueille également des conférences pour 150 personnes.
Son nom fait référence au missionnaire norvégien Hans Egede qui fonda la ville en 1729 sous le nom de Godthåb.

### Lierns externes
- (da) Site officiel